# Рашен-Мишен (Аляска)
Рашен-Мишен или Русская Миссия (англ. Russian Mission, юпик. Iqugmiut) — город в зоне переписи населения Кусилвак, штат Аляска, США. Население по данным на 2007 год составляет 320 человек. Название дано в честь русской православной миссии, основанной в этом селе в 1851 году.

## География
Рашен-Мишен расположен на правом берегу реки Юкон. Площадь города составляет 16,0 км², из них 14,7 км² — суша и 1,3 км² — открытые водные пространства.

## История
В 1836 году путешественник Андрей Глазунов основал пост в индейском селении Икогмют. Упоминается морским офицером Загоскиным в 1843, официально нанесён на карты в 1861 году Тихменевым.
В 1845 г. здесь была организована Квихпакская православная миссия, первая во внутренних районах Аляски. Возглавил миссию священник Яков Нецветов (с помощником Лукиным).
Город инкорпорирован 28 октября 1970 года.

## Население
По данным переписи 2000 года, население города составляло 296 человек. Расовый состав: коренные американцы — 93,92 % и белые — 6,08 %.
Из 70 домашних хозяйств в 67,1 % — воспитывали детей в возрасте до 18 лет, 51,4 % представляли собой совместно проживающие супружеские пары, в 24,3 % семей женщины проживали без мужей, 12,9 % не имели семьи. 10,0 % от общего числа домохозяйств на момент переписи жили самостоятельно, при этом 1,4 % составили одинокие пожилые люди в возрасте 65 лет и старше. В среднем домашнее хозяйство ведут 4,23 человек, а средний размер семьи — 4,51 человек.
Доля лиц в возрасте младше 18 лет — 48,0 %; лиц в возрасте от 18 до 24 лет — 12,5 %; от 25 до 44 лет — 24,0 %; от 45 до 64 лет — 11,5 % и лиц старше 65 лет — 4,1 %. Средний возраст населения — 19 лет. На каждые 100 женщин приходится 109,9 мужчин; на каждые 100 женщин в возрасте старше 18 лет — 94,9 мужчин.
Средний доход на совместное хозяйство — $27 500; средний доход на семью — $22 500. Средний доход на душу населения — $8358. Около 15,6 % семей и 21,8 % населения живут за чертой бедности, включая 21,7 % лиц в возрасте младше 18 лет и 15,4 % лиц старше 65 лет.

## Транспорт
Город обслуживается аэропортом Рашен-Мишен.